# Kloster Schuttern
Die Reichsabtei Schuttern (lat. Abbatia Schotterensis; Patrozinium: St. Maria und St. Petrus und Paulus) war ein Benediktinerkloster in Schuttern an der Schutter gelegen (heute Ortsteil der Gemeinde Friesenheim im Ortenaukreis in Baden-Württemberg). Es ist eine der vier frühen Mönchsabteien in der Ortenau und gehörte einst zum Bistum Straßburg und heute zum Erzbistum Freiburg.

## Geschichte
Über die Gründung des Klosters Schuttern – gemäß der eigenen klösterlichen Tradition im Jahre 603 – liegen keinerlei Quellennachrichten vor. Eine frühmittelalterliche Zelle, die nach einem nicht weiter zu identifizierenden Offo Offoniswilare oder Offonis Cella benannt ist, dürfte auf die vom Elsass ausgehende Christianisierung des rechtsrheinischen Landes im Vorfeld des Bistums Straßburg, auf die Wirkung der iro-schottischen Mission und damit auf das 7., wenn nicht schon auf das 6. Jahrhundert zurückgehen. Die weitere Geschichte des Klosterbesitzes in Ortenau und Breisgau legt eine Verflechtung mit dem elsässischen Herzogsgeschlecht der Etichonen und der ihnen verbundenen Adelssippen nahe, auch wenn das Kloster selbst, möglicherweise erst in karolingischer Zeit, unter den Schutz des Reichs gestellt wurde. Am Platz des Klosters selbst bestand eine römische Siedlung, wohl eine größere und repräsentativ ausgestattete Villa rustica des 4. nachchristlichen Jahrhunderts, von der Spolien beim Bau der Klosterkirche und bei der Anlage der Gräber wiederverwendet wurden.
Der Versuch, den in der Klostertradition des 13. und 14. Jahrhunderts verehrten Klostergründer Offo mit einer Memoria, einer bereits in karolingischer Zeit mit einem Mosaik besonders ausgezeichneten Gedenkstelle, in Verbindung zu bringen, muss trotz ausführlicher archäologischer Dokumentation des Baubefundes Spekulation bleiben. Die Hochstilisierung des Offo als Klostergründer steht im Zusammenhang mit der politischen Agitation des Spätmittelalters gegen die amtierenden Klostervögte aus dem Haus Geroldseck.
Das Kloster wurde zwischen 746 und 753 durch Pirmin der Benediktinerregel unterstellt und errang in karolingischer Zeit eine bedeutende wirtschaftliche Stellung, so dass es 817 im Kapitulare Ludwigs des Frommen über das Heeresaufgebot der Reichsklöster (Notitia de servitio monasteriorum) in der Liste der 16 vermögendsten Reichsklöster erscheint. Gleichzeitig wurde hier eine hochqualifizierte Schreibschule gepflegt, wie ein vom damaligen Abt Beretrich in Auftrag gegebenes und von Diakon Liutharius geschriebenes Evangeliar, heute in der British Library in London, belegt. Auf der Seite 202v ist zu lesen: Ego Liutharius diaconus hunc biblum scripsi ob iussu bertrici abbatis, ad salutem querentibus anime vel legentibus…. Thomas Coke, 1. Earl of Leicester erwarb es und bewahrte es in seiner Bibliothek Holkham Hall. Danach kam es über den Nachfolger Thomas William Coke, 1st Earl of Leicester of Holkham in die Britische Bibliothek.

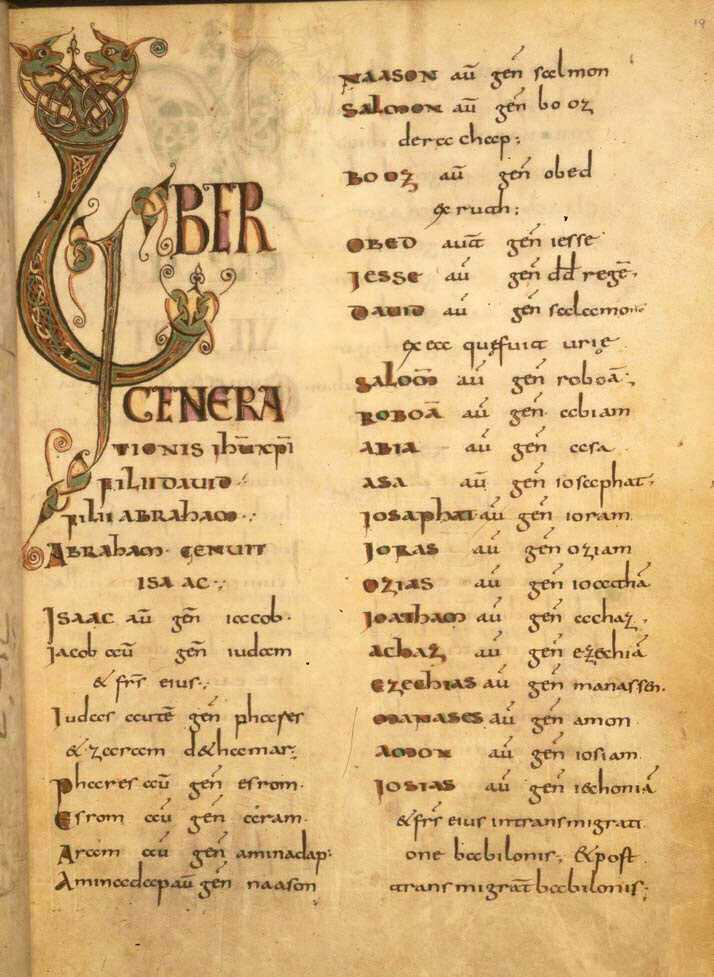
Folio 16r aus den Schuttern-Evangelien (British Library, MS Add. 47673), Incipit zum Matthäusevangelium

Möglicherweise ist es den Wirren der spätkarolingischen Zeit zuzuschreiben, dass das Kloster völlig verarmte und sein Besitz sich später fast vollständig in den Händen der Herren von Geroldseck wiederfindet. Erst mit der Entmachtung der Etichonen als Herzöge des Elsass scheint sich der Einfluss der Königtums wieder geltend machen zu können; Kaiser Otto II. verlieh dem Kloster 975 ein Immunitätsprivileg, das es aus der Gerichtsbarkeit der regionalen weltlichen Gewalten befreite und gewährte den Mönchen die freie Abtswahl. 1007/1009 schenkte der spätere Kaiser Heinrich II. Schuttern zusammen mit Kloster Gengenbach dem von ihm neu gegründeten Hochstift Bamberg, und bei seinem Besuch in Schuttern im Jahr 1016 übereignete er dem Kloster wegen seiner großen Armut die benachbarte Pfarrkirche von Friesenheim. Wenn jemals wirklich ein Bezug auf einen Klostergründer Offo bestand, wurde diese Tradition in dieser Zeit unterdrückt; das Kloster erscheint ab 1025 unter den Namen Schuttern (Scutera). Ob ein inhaltlicher und traditionsmäßiger Zusammenhang zwischen der Neuorientierung des Klosters als Bamberger Eigenkloster, dem Namenswechsel und dem Motiv des Brudermords von Kain und Abel auf einem zu Beginn des 11. Jahrhunderts angelegten Bodenmosaik – dem ältesten seiner Art in Deutschland – an der Stelle der Memoria besteht, muss offenbleiben.

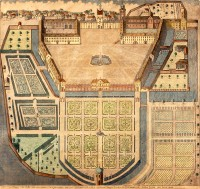
Reichsabtei Schuttern, Radierung von Franz Xaver Schönbaechel, Ende des 17. Jahrhunderts

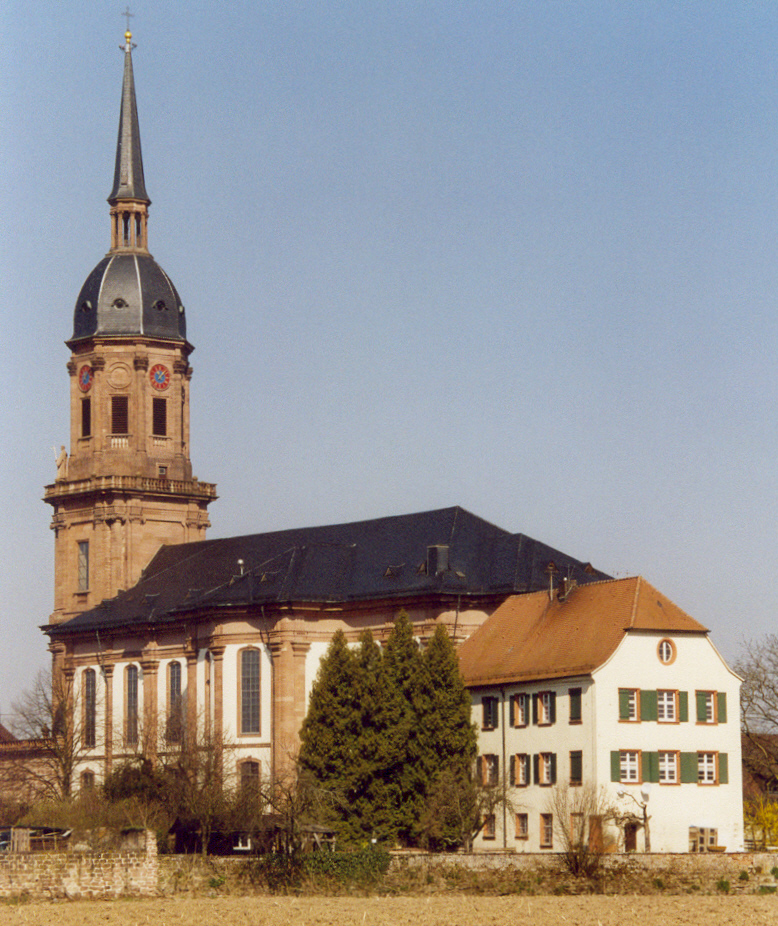
Schutterns Kloster- und Pfarrkirche

Zahlreiche Feuersbrünste setzten dem Kloster im 12. und noch im 13. Jahrhundert zu und vernichteten neben den romanischen Klostergebäuden vermutlich auch den größten Teil der urkundlichen Überlieferung.
Mit dem Jahr 1235 beginnt die urkundliche Belegbarkeit der Klostervogtei, über die in der vorhergehenden Zeit nur spekuliert werden kann. Belege, dass die Herzöge von Zähringen als Inhaber der Ortenauer Grafschaft vor 1218 die Vogtei ausgeübt hätten, bestehen nicht. Andererseits liegt die Vermutung nahe, dass die Herren von Geroldseck bereits vor 1235 Vogteirechte zur Aneignung von Klosterbesitz in nicht geringem Umfang missbraucht haben.
Nach dem Absterben der Herren von Geroldseck in der Diersburger Linie fiel die Vogtei 1277/1278 an das Haupthaus Geroldseck in der Hohengeroldsecker Linie zurück und war von da an von den von dort ausgehenden politischen Wirrnisse betroffen. Die Vogteirechte dienten den Geroldseckern als Basis, in der mittlerweile zur Stadt (1327) erhobenen Siedlung Schuttern eine Burg zu errichten, die sie in der Zeit des habsburgisch-wittelsbachischen Thronstreits im frühen 14. Jahrhundert als Stützpunkt nutzten. Als Reaktion darauf zerstörten die Bürger der Stadt Straßburg 1334/1335 Kloster und Stadt. Im Zuge der geroldseckischen Erbauseinandersetzungen annektierten die Pfalzgrafen bei Rhein 1486 das Geroldsecker Territorium. Damit übernahmen sie 1486/1495 auch die Vogtei über Schuttern, die ihnen Maximilian I. in der Bayerischen Fehde 1504 jedoch wieder abnahm.
Auch der Bauernkrieg zog das Kloster 1525 in Mitleidenschaft. 1548 wurde es durch einen weiteren Großbrand in Schutt und Asche gelegt. Die Stadtrechte gingen in diesen Wirren wieder verloren. Im Jahr 1521 wurde die Abtei Schuttern allerdings in Worms als altes Reichskloster und quasi reichsunmittelbare Abtei in die Reichsmatrikel aufgenommen. 1532 wird Schuttern zudem als Mitglied des Schwäbischen Reichskreises mit einem eigenen Kontingent in der Kreismatrikel geführt.
Zur Erneuerung des klösterlichen Lebens trat die Abtei Schuttern 1490 dem reformorientierten benediktinischen Klosterverband der Bursfelder Kongregation bei und gehörte ihr bis zu dem 1623 vom Straßburger Fürstbischof erzwungenen Austritt an. Im Jahr darauf, 1624, trat die Abtei auf Druck des Fürstbischofs in die neu gegründete Straßburger Benediktinerkongregation ein. Reformansätze wurden unter Mithilfe der Abteien Weingarten, Ochsenhausen und St. Blasien verfolgt. 1633 unter dem Abt Tobias Rösch zerstörten die Schweden das Kloster und vertrieben die Mönche.
Mit der politischen Orientierung nach Österreich ab 1504 wurde der Abt des weiterhin formell der Bamberger Kirche gehörenden Klosters zum Ende des 17. und Beginn des 18. Jahrhunderts praktisch Mitglied der vorderösterreichischen Landstände. Der Turm der barocken Kirche wurde in den Jahren 1722–23 unter Abt Placidus II. Hinderer (1708–1727) errichtet. Sein Bau wird dem Vorarlberger Baumeister Peter Thumb zugeschrieben, auch wenn es keine ausreichenden Belege dafür gibt. Auch den barocken Klosterneubau errichtete ab 1722 Peter Thumb. Österreichisches Militär schlug 1743 Unruhen unter den Schutterner Bauern nieder. Unter Abt Karl Vogel (1753–1786) erlebte das Kloster noch einmal eine Blüte, in welcher in den Jahren 1767–1772 die heutige spätbarocke Abteikirche durch den Baumeister Joseph Michael Schnöller errichtet wurde und 1772 konsekriert werden konnte. Deren Innenausstattung fertigte der Stuckateur Christian Eitel Anno 1770 übernachtete hier Marie-Antoinette, Tochter Maria Theresias und zukünftige Gemahlin des französischen Thronfolgers Ludwig XVI., auf ihrer Reise von Wien nach Versailles zum letzten Mal auf deutschem Boden.
Im Frieden von Lunéville 1801 wurde Schuttern mitsamt dem österreichischen Breisgau Besitz des Herzogs von Modena und kam dann im Frieden von Pressburg 1805 an Baden. Das Benediktinerkloster selbst mit dem Mönchskonvent unter seinem letzten Abt Placidus III. Bacheberle (1786–1806), war seit 1803 im Besitz der Johanniter und wurde erst 1806 von Baden aufgehoben. Auch die Klostergüter- und Besitzungen des ehemaligen Reichsklosters in der Ortenau, im Breisgau sowie im Elsass, in Schwaben und in Lothringen fielen damit an Baden. Die barocken Klostergebäude, die ihm noch kurz vorher den Glanz einer kleinen barocken Residenz gegeben hatten, wurden abgebrochen, die Klosterkirche wurde Pfarrkirche des Dorfes Schuttern.

## Baudenkmäler

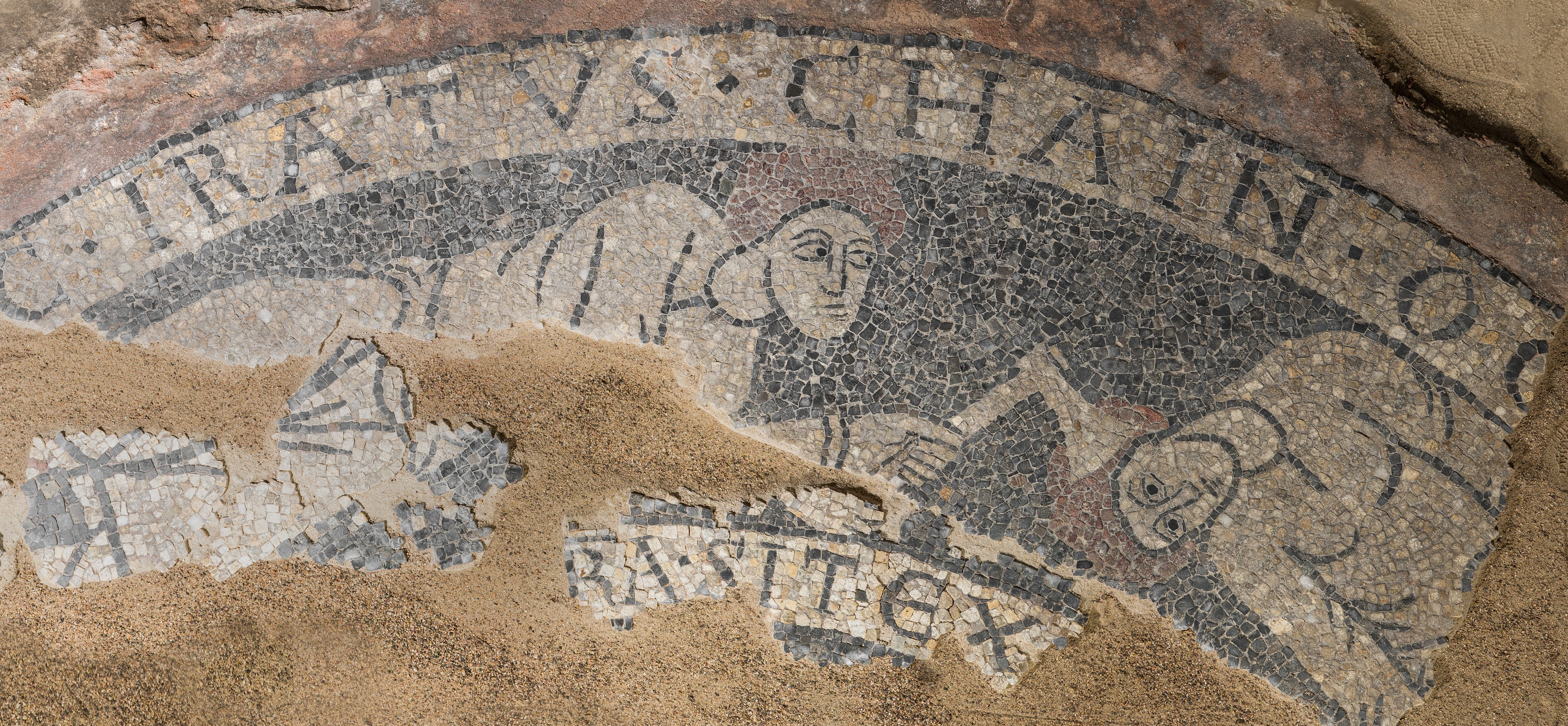
Teil vom Mosaik in Schuttern, Kain erschlägt Abel

Einziger Überrest des alten Klosters ist die weithin sichtbare ehemalige barocke Abteikirche und heutige Pfarrkirche Mariae Himmelfahrt, in deren Untergeschoss die Reste des ottonischen Bodenmosaiks von Kain und Abel sichtbar gemacht sind. Der Turm der Kirche entstand 1722 unter französischen Stileinflüssen, 1767 bis 1772 folgte das Langhaus. Dessen Vierungskuppel wurde 1821 abgebrochen, ein Brand vernichtete 1853 die barocke Ausstattung. Das heutige Erscheinungsbild geht auf die Gesamtrestaurierung der Kirche Ende der 1970er Jahre zurück, während der auch umfangreiche archäologische Untersuchungen durchgeführt wurden.

## Liste der Äbte und Reichsäbte von Schuttern
Im Reichenauer Verbrüderungsbuch genannte Äbte aus „Offinwilare“
- Beretrich
- Erchanpertus
- Wenibertus
- Adalbertus
- Petrus

Folgende Abtliste wurde den Annalen von Schuttern entnommen:
- Folkerus I., Simon, Dieboldus, Thomas I., Anselmus, Hugo, Berholdus I., Johannes I., Eberhardus I., Landolphus I., Adelhelmus I., Erchenbertus I., Willo, Emicho (Ernicho), Gottfridus I., Bertholdus II., Rudmannus, Gottfridus II., Hubertus, Wernerus, Poppo, Folkerus II., Alberikus, Rupertus, Friedrich I., Domnus (?)
- Beretricus oder Beretrich, um 817
- Petrus, 830
- Berchtholdus II.
- Anselmus II.
- Albertus oder Alberikus
- Egilbertus oder Egibertus, 881
- Dieboldus oder Theobaldus II., +938
- Ewihardus oder Eberhardus, Guthardus, 939
- Folkerus III., 975-1008
- Eckebertus, 1008-1016
- Reginboldus, 1016-1027
- Rustenus, auch Abt in Gengenbach, 1027-1034
- Folkerus IV. oder Folkbertus
- Anselm III., zugleich Abt von Gengenbach, 1069
- Rupertus I. oder Robertus, zuvor Abt von Reichenau, +1077
- Poppo, zugleich Abt von Gengenbach, +1083
- Hugo, zugleich Abt von Gengenbach, um 1100
- Eberhardus II., 1102, 1127
- Udalrikus
- Conradus I., vom Kloster Michelsberg 1135-1162
- Swigertus oder Swigerus, 1162-1187
- Dietricus oder Theodoricus, 1187-1215
- Henricus I., 1215–1245
- Bertholdus III. von Uttenheim, 1245–1252
- Rudolphus I., 1252–1256
- Friedericus II., 1256–1262
- Hermannus de Burner, ein Straßburger Patrizier, 1262–1295
- Rudolphus II., 1295–1324
- Leutphridus Lente (Lempfrit, Lenfrit, Lentfrit), entstammt einer Rheinauer Patrizierfamilie, 1324–1337
- Jsenbertus, 1337–1350
- Wilhelmus I. aus Lahr, 1350-1370
- Henricus II. von Schnellingen, 1370–1379
- Wernherus II. von Lützelburg, 1379–1409
- Fridericus III. de Wiedergrün von Staufenberg, 1409-1416
- Johannes II. Armbruster von Straßburg, 1416-1439
- Paulus Forster, 1439–1442 und 1460-1466
- Wilhelmus II. Schaub, 1442–1460
- Johannes III. Vill (Full) aus Schuttern, 1466–1491
- Johannes IV. de Widel aus Gernsbach, 1491–1518
- Conradus II. Frick, 1518–1535
- Rudolphus III. Garb, 1535-1550, zuvor Prior im Kloster Hugshofen
- Thomas II. Bodenwald aus Freiburg, 1550-1555
- Stephanus Weitinger aus Horb, 1555-1557
- Martinus Schimpfer, 1557-1562, früher Abt im Kloster Schwarzach
- Fridericus IV. Burger aus Alpirsbach, 1562–1593
- Jakobus I. Rapp aus Freiburg, 1593–1600
- Johannes IV. Knörr, 1600–1624
- Tobias Rösch aus Epfenhofen, 1624–1638 († im Exil im Franziskanerkloster Offenburg)
- Konradus III. Fuchs, 1638–1639 (nur im Exil, † im Kloster Sion)
- Benedictus II. Bebel aus Ensisheim, 1639–1641 (nur im Exil, † in Offenburg)
- Vincenz Haug aus Görwihl, von St. Blasien postuliert, 1641–1656, auch Abt im Kloster Schwarzach von 1643 bis 1649
- Benedictus II. Fusier aus Breisach, 1656–1658
- Blasius Sarwey aus Konstanz, von St. Blasien postuliert, 1658–1674
- Placidus I. Heuß aus Breisach, 1674–1687
- Jakobus II. Vogler aus Engen, 1688–1708, Bruder von Romanus Vogler, von 1672 bis 1695 Abt zu St. Blasien
- Placidus II. Hinderer aus Baden-Baden, 1708–1727
- Franziskus I. Müntzer aus Freiburg, 1727–1751, Bruder von Leopold Müntzer, Abt im Kloster Tennenbach von 1725 bis 1754
- Karolus Vogel aus Baden-Baden, 1751–1786
- Placidus III. Bacheberle, aus Oberkirch, 1786–1806, letzter Abt des Klosters (Ultimus Abbas)